# Увита
Уви́та (исп. Isla Uvita) — небольшой необитаемый остров в Карибском море, в трёх километрах от побережья Коста-Рики. Входит в черту города Пуэрто-Лимон, но отделён от него проливом.
Остров покрыт джунглями и в настоящее время необитаем.

## История
В 1502 году Колумб во время своего последнего путешествия встал на якорь у острова для ремонта корабля. Считается что именно здесь он дал название стране — Коста-Рика («Богатый берег»).